# Petr Ducháček
Petr Ducháček (* 26. dubna 1987) je český politik a marketingový konzultant, v letech 2010 až 2018 starosta obce Drnovice na Blanensku, bývalý předseda Klubu starostů TOP 09.

## Život
Vystudoval obor informační technologie, databáze a programování na střední škole informačních technologií v Brně a posléze v letech 2006 až 2011 pedagogické asistenství, resp. učitelství občanské výchovy a technické a informační výchovy pro základní školy na Pedagogické fakultě Masarykovy univerzity (získal titul Mgr.).

## Politické působení
Do politiky vstoupil, když jako nestraník za KDU-ČSL vedl v komunálních volbách v roce 2006 kandidátku této strany v Drnovicích na Blanensku, ale nebyl zvolen. Uspěl až o čtyři roky později ve volbách 2010, kdy kandidoval už jako člen TOP 09. V listopadu 2010 byl zvolen starostou obce, čímž se stal nejmladším starostou v barvách TOP 09. V komunálních volbách v roce 2014 vedl místní kandidátku TOP 09 a mandát zastupitele obce obhájil. V listopadu 2014 byl zvolen starostou pro druhé funkční období.
Dvakrát kandidoval do Zastupitelstva Jihomoravského kraje, a to ve volbách v roce 2008 (ještě jako člen KDU-ČSL) a 2012 (už jako člen TOP 09), ale ani jednou neuspěl. Stejně tak nebyl zvolen poslancem Poslanecké sněmovny PČR, když ve volbách v roce 2013 kandidoval za TOP 09 a STAN v Jihomoravském kraji.
V říjnu 2015 stál u zrodu spolku, který se jmenuje Klub starostů TOP 09 a kterému předsedal. O měsíc později se na 4. celostátním sněmu TOP 09 v Praze stal z titulu této funkce součástí předsednictva strany. Objevovaly se názory, že tento spolek má sloužit jako konkurence hnutí STAN, ty však Ducháček odmítal. Členem předsednictva strany byl do listopadu 2018.
V komunálních volbách v roce 2018 obhájil jako člen TOP 09 post zastupitele obce Drnovice, když kandidoval za subjekt "Starostové a nezávislí s podporou TOP 09". Dne 2. listopadu 2018 však byla novou starostkou obce zvolena Lenka Růžičková, Ducháček se pak stal druhým místostarostou obce.